# Écouter sans risque

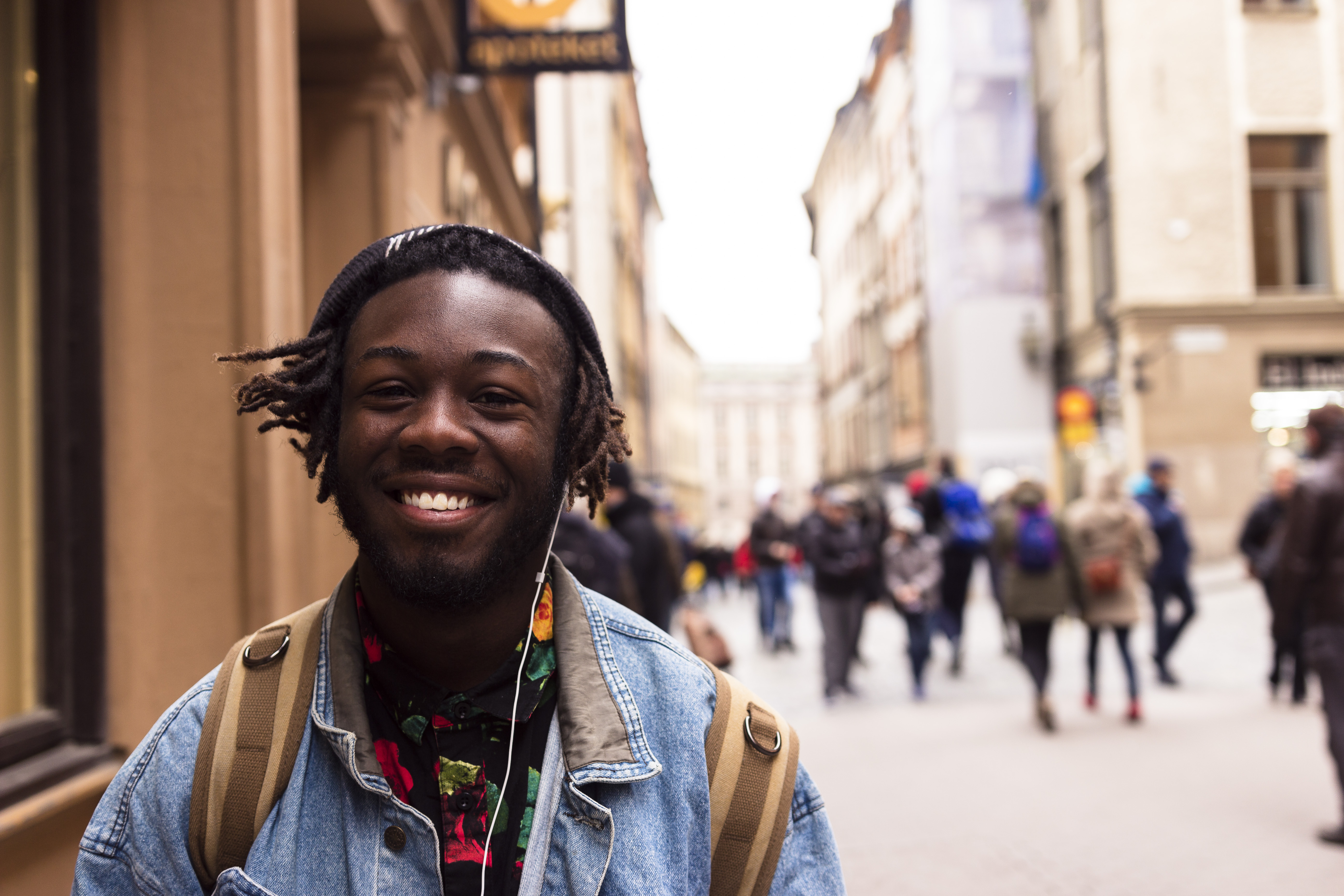
Homme écoutant à travers son casque audio

L'écoute sans risque est un concept qui encadre les actions promotionnelles de santé garantissant que les activités récréatives sonores (comme les concerts, les boîtes de nuit ainsi que l'écoute de musique, d'émissions radio ou de podcasts) ne présentent pas de risque pour l'audition.

## Définition et objectifs sanitaires
Alors que la recherche montre que des expositions répétées à des niveaux sonores élevés peuvent causer des troubles de l'audition et avoir d'autres effets sur la santé,,,,,, l'écoute sans risque s'applique spécifiquement à l'écoute volontaire par le biais de systèmes d'écoute personnels, produits d'amplification du son personnel (PASP) ou par l'exposition de l'oreille dans les lieux de loisir bruyants.
L'écoute sans risque permet de promouvoir des stratégies pour prévenir les effets négatifs comme la perte auditive, les acouphènes et l'hyperacousie. Bien que l'écoute sans risque n'aborde pas la question de l'exposition aux sons indésirables (communément appelé le bruit) - par exemple, au travail ou lors de passe-temps bruyants -, cela demeure un élément essentiel d'une approche globale de la santé auditive dans son ensemble.

## Le risque d'effets négatifs des expositions répétées à des niveaux sonores élevés
Le risque d'effets négatifs sur la santé liés aux expositions sonores (qu'il s'agisse de bruit ou de musique) est principalement déterminé par l'intensité du son (volume sonore), la durée de l'événement et la fréquence de cette exposition. Ces trois facteurs caractérisent le niveau global d'énergie sonore qui atteint les oreilles d'une personne et peuvent être utilisés pour calculer une dose de bruit. Ils ont été utilisés pour déterminer les limites d'exposition au bruit sur le lieu de travail.

### Identification des directives d'exposition
Les limites réglementaires et recommandées pour l'exposition au bruit ont été élaborées à partir de données sur l'audition et les niveaux sonores obtenues en milieu professionnel, où l'exposition à des sons forts est fréquente et peut durer des décennies,. Bien que les réglementations spécifiques varient à travers le monde, la plupart des meilleures pratiques sur le lieu de travail considèrent 85 décibels (pondérés en dB A) en moyenne sur 8 heures par jour comme le niveau d'exposition sans risque. En utilisant un taux de change, généralement 3 dB, le temps d'écoute autorisé est réduit de moitié lorsque le niveau sonore augmente selon le taux sélectionné. Par exemple, un niveau sonore aussi élevé que 100 dBA peut être écouté sans risque pendant seulement 15 minutes par jour,.
En raison de leur disponibilité, les données professionnelles ont été adaptées pour déterminer les critères de risque de dommages pour les expositions sonores en dehors du travail. En 1974, l'Environmental Protection Agency des États-Unis a recommandé une limite d'exposition sur 24 heures de 70 dBA, en tenant compte de l'absence de «période de repos» pour les oreilles lorsque les expositions sont en moyenne sur 24 heures et peuvent survenir tous les jours de l'année (les limites d'exposition sur le lieu de travail supposent 16 heures de calme entre les quarts de travail et deux jours de congé par semaine). En 1995, l'Organisation Mondiale de la Santé (OMS) a également conclu que les expositions moyennes sur 24 heures à 70 dBA ou moins posent un risque négligeable de perte auditive au cours de la vie. À la suite des rapports sur les troubles auditifs liés à l'écoute de musique,,,,, des recommandations et des interventions supplémentaires pour prévenir les effets indésirables des activités récréatives sonores semblent nécessaires,,.

## Santé publique et interventions communautaires
Plusieurs organisations ont développé des initiatives pour promouvoir des habitudes d'écoute sans risque. L'Institut National sur la Surdité et les Autres Troubles de la Communication des États-Unis (National Institute on Deafness and Other Communication Disorders, NIDCD) propose des recommandations pour une écoute sans risque de lecteurs de musique personnels destinés à la population « pré-adoslescente » (enfants âgés de 9 à 13 ans). Le programme Dangerous Decibels promeut l'utilisation de mannequins « Jolene » pour mesurer le rendement des systèmes d'écoute personnels (SEP) comme outil pédagogique afin de sensibiliser le public à la surexposition au son lors d'une écoute personnelle. Ce type de mannequin est simple et peu coûteux à produire et attire souvent l'attention dans les écoles, les salons de la santé, les salles d'attente des cliniques, etc.
Les National Acoustic Laboratories (NAL), la division de recherche de Hearing Australia ont développé l'initiative Know Your Noise, financée par le Ministère de la Santé du gouvernement australien. Le site web Know Your Noise dispose d'un calculateur de risque de bruit permettant aux utilisateurs d'identifier et de comprendre facilement leurs niveaux d'exposition au bruit (au travail et pendant les loisirs) ainsi que les risques possibles de dommages auditifs. Les utilisateurs peuvent également effectuer un test auditif en ligne pour évaluer leur capacité à entendre dans un environnement bruyant. L'OMS a lancé l'initiative Make Listening Safe dans le cadre de la Journée Mondiale de l'audition le 3 mars 2015. Le principal objectif de cette initiative est de garantir que les personnes de tous âges puissent écouter de la musique et d'autres médias audio en toute sécurité. La perte auditive, l' hyperacousie et les acouphènes induits par le bruit ont été associés à l'utilisation fréquente à volume élevé d'appareils tels que des écouteurs, des casques, des oreillettes et des technologies True Wireless Stereo de tout type,,,.
Make Listening Safe vise à :
- sensibiliser le public aux pratiques d'écoute sans risque, en particulier parmi la population plus jeune;
- mettre en évidence les avantages d'une écoute sans risque auprès des décideurs, des professionnels de la santé, des fabricants, des parents et autres;
- favoriser le développement et la mise en œuvre de normes applicables aux appareils audio personnels et aux lieux de loisirs pour couvrir les fonctions d'écoute sans risque;
- devenir dépositaire de ressources en libre accès et d'informations sur les pratiques d'écoute sans risque dans au moins six langues (arabe, chinois, anglais, français, russe et espagnol)[28].

En 2019, l'Organisation Mondiale de la Santé a publié une boîte à outils pour les dispositifs et systèmes d'écoute sans risque justifiant les stratégies proposées et identifiant les actions que les gouvernements, les partenaires industriels et la société civile peuvent prendre.

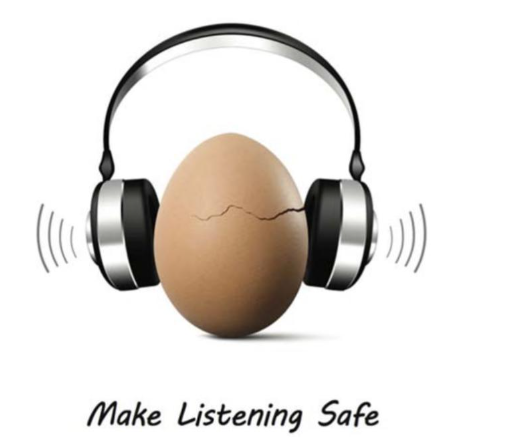
Le logo de l'initiative Make Listening Safe de l' Organisation Mondiale de la Santé

L'une des approches adoptées par Make Listening Safe vise à promouvoir le développement de fonctionnalités des SEP pour sensibiliser les utilisateurs aux pratiques d'écoute à risque. Dans ce contexte, l'OMS s'est associée à l'Union internationale des télécommunications (International Telecommunication Union, ITU) pour élaborer des limites d'exposition appropriées à inclure dans les normes de sécurité volontaires H.870 sur les « Directives pour les dispositifs/systèmes d'écoute sûrs ». Des experts dans les domaines de l'audiologie, de l'otologie, de la santé publique, de l'épidémiologie, de l'acoustique et de l'ingénierie du son ainsi que des organisations professionnelles, des organismes de normalisation, des fabricants et des utilisateurs collaborent à cet effort.
L'initiative Make Listening Safe couvre également les lieux de divertissement. Les niveaux moyens de pression acoustique (NPS) dans les boîtes de nuit, les discothèques, les bars, les gymnases et les salles de sport peuvent atteindre 112 dB (pondéré A); les niveaux sonores des concerts pop peuvent être encore plus élevés,,,,,,. Une exposition fréquente ou même une courte exposition à des niveaux de pression acoustique très élevés peuvent être nocives. L'OMS est en train de revoir les réglementations existantes en matière de bruit pour divers sites de divertissement - y compris les clubs, les bars, les salles de concert et les stades sportifs - comme première étape dans l'élaboration d'un cadre réglementaire qui garantirait une écoute sans risque dans ces espaces.

## Interventions de sources sonores

### Systèmes d'écoute personnels (SEP)
Les systèmes d'écoute personnels sont des appareils portables - généralement un lecteur électronique attaché à des un casque d'écoute ou à des écouteurs - qui sont conçus pour écouter divers médias, tels que de la musique ou des jeux. Le rendement de ces systèmes varie considérablement. Les niveaux de sortie maximaux varient en fonction des périphériques spécifiques et des exigences réglementaires régionales. En règle générale, les utilisateurs de SEP peuvent choisir de limiter le volume entre 75 et 105 dB SPL. L'UIT et l'OMS recommandent que le SEP soit programmé avec une fonction de surveillance qui fixe une limite d'exposition sonore hebdomadaire et émet des alertes lorsque l'utilisateur atteint 100% de son allocation sonore hebdomadaire. Si l'utilisateur reconnait l'alerte, il peut choisir de réduire ou non le volume. Cependant, si l'utilisateur ignore l'alerte, l'appareil réduira automatiquement le volume à un niveau prédéterminé (en fonction du mode sélectionné, c'est-à-dire 80 ou 75 dBA). En transmettant des informations sur l'exposition d'une manière facilement compréhensible par les utilisateurs finaux, cette recommandation vise à faciliter la gestion de leur exposition et à éviter tout effet négatif. L'application de santé sur les iPhones, les montres Apple et les iPad a intégré cette approche depuis 2019. Celles-ci comprennent l'étude Apple Hearing Study opt-in, faisant partie de l'application Research menée en collaboration avec la University of Michigan School of Public Health. Les données sont partagées avec l'initiative Make Listening Safe de l'OMS. Les résultats préliminaires publiés en mars 2021, soit un an après le début de l'étude, ont indiqué que 25% des participants affirmaient avoir des bourdonnements d'oreilles plusieurs fois par semaine ou plus, 20% des participants présentaient une perte auditive et 10% présentaient des caractéristiques typiques d'une perte auditive due au bruit. Près de 50% des participants ont déclaré ne pas avoir fait d'évaluation auditive depuis au moins 10 ans. En termes de niveaux d'exposition, 25% des participants ont été exposés à des niveaux sonores environnementaux élevés.
La Commission Technique Internationale (International Technical Commission, ITC) a publié la première norme européenne CEI 62368–1 sur les systèmes audio personnels en 2010. Elle définissait les niveaux de sortie sécuritaires pour les SEP à 85 dB ou moins, tout en permettant aux utilisateurs d'augmenter le volume à un maximum de 100 dBA. Cependant, lorsque les utilisateurs augmentent le volume au niveau maximal, la norme spécifie qu'une alerte doit se déclencher pour avertir l'auditeur du risque de problèmes auditifs.
La norme 2018 IUT et OMS H.870 «Directives pour les dispositifs / systèmes d'écoute sans risque est axée sur la gestion de l'exposition hebdomadaire aux doses sonores. Cette norme a été basée sur la norme EN 50332-3 « Équipement de sonorisation: casques et écouteurs associés à des lecteurs de musique personnels - méthodologie de mesure du niveau de pression acoustique maximal - Partie 3: Méthode de mesure pour la gestion de la dose sonore ». Cette norme définit une limite d'écoute sans risque comme étant une dose sonore hebdomadaire équivalente à 80 dBA pendant 40 heures/semaine.

#### Différences potentielles chez les enfants

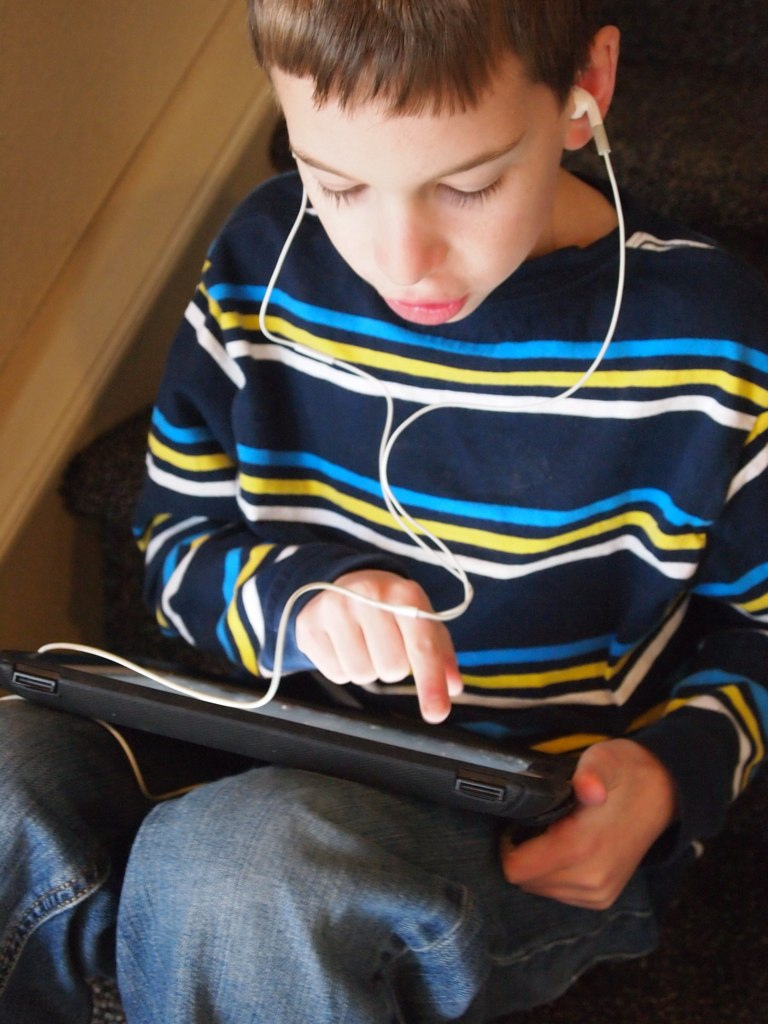
Photo d'un garçon en école primaire portant des écouteurs

L'utilisation fréquente de SEP chez les enfants a soulevé des inquiétudes quant aux risques potentiels associés à une telle exposition. Il n'y a pas de consensus sur le risque acceptable de perte auditive induite par le bruit chez les enfants; et les critères de risque de dommages chez les adultes peuvent ne pas convenir pour établir des niveaux d'écoute sans risque chez les enfants en raison des différences physiologiques et de l'impact plus important d'une perte auditive sur le développement en début de vie,.
Une tentative d'identification de niveaux sécuritaires supposait que la limite la plus appropriée pour l' exposition au bruit lors de loisirs viserait à protéger 99% des enfants d'un changement d'audition excédant 5 dB à 4 kHz après 18 ans d'exposition sonore. À partir des estimations de l' Organisation Internationale de Normalisation (International Organization for Standardization, ISO 1999: 2013), les auteurs ont calculé que 99% des enfants exposés de la naissance jusqu'à l'âge de 18 ans à des niveaux sonores moyens (LEX) sur 8 heures de 82 dBA auraient des seuils d'audition d'environ 4,2 dB supérieur, indiquant un changement dans la capacité auditive. En incluant une marge de sécurité de 2 dBA, réduisant la tolérance d'exposition de 8 heures à 80 dBA, l'étude a estimé un changement d'audition de 2,1 dB ou moins chez 99% des enfants. Pour préserver l'audition de la naissance jusqu'à l'âge de 18 ans, il a été recommandé de limiter l'exposition au bruit à 75 dBA sur une période de 24 heures. D'autres chercheurs ont recommandé que la dose sonore hebdomadaire soit limitée à l'équivalent de 75 dBA pendant 40 heures/semaine pour les enfants et les utilisateurs sensibles aux stimulations sonores intenses.

### Produits d'amplification du son personnel (PASP)
Les produits d'amplification du son personnels sont des appareils d'amplification au niveau des oreilles destinés à être utilisés par des personnes avec une audition normale. Les niveaux de production de 27 PASP disponibles sur le commerce en Europe ont été analysés en 2014. Tous avaient un niveau de sortie maximal dépassant 120 dB NPS, 23 (85%) dépassaient 125 dB SPL, tandis que 8 (30%) dépassaient 130 dB NPS. Aucun des produits analysés ne disposait d'une option limitant le niveau sonore.
Le rapport a permis l'élaboration de quelques normes pour ces appareils. La norme ANSI / CTA 2051 sur « Personal Sound Amplification Performance Criteria » a suivi en 2017. Elle spécifie un niveau de pression acoustique de sortie maximal de 120 dB NPS. En 2019, l'ITU a publié la norme ITU-T H.871 intitulée « Directives d'écoute sans risque pour les amplificateurs de son personnels ». Cette norme recommande que les PASP mesurent la dose sonore hebdomadaire et respectent un maximum hebdomadaire de moins de 80 dBA pendant 40 heures. Les PASP incapables de mesurer la dose sonore hebdomadaire doivent limiter la sortie maximale de l'appareil à 95 dBA. Elle recommande également que les PASP incluent des mises en garde claires dans leurs guides d' utilisation, leurs emballages et leurs publicités mentionnant les risques de dommages auditifs pouvant résulter de l'utilisation de l'appareil et fournissant des informations sur la manière d'éviter ces risques.

### Lieux de loisir bruyant

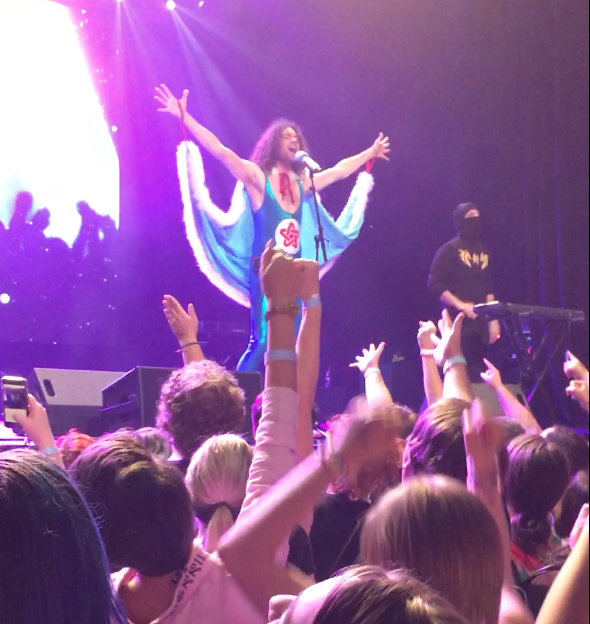
Concert de rock dans une salle de spectacle intérieure

En 2019, l'OMS a publié un rapport résumant les réglementations relatives au contrôle de l'exposition sonore dans les lieux de divertissement en Belgique, en France et en Suisse. Les études de cas ont été publiées comme une étape initiale vers l'élaboration d'un cadre réglementaire de l'OMS pour le contrôle de l'exposition au son dans les lieux de divertissement. En 2020, quelques rapports décrivaient des scénarios d'exposition et des procédures utilisées lors d'événements de divertissement. Celles-ci tenaient compte de la sécurité des personnes assistant à un événement, des individus exposés professionnellement à la musique de haute intensité ainsi que des habitants des quartiers environnants,. Des solutions techniques, des pratiques de surveillance et de son sur scène sont présentées ainsi que les problèmes d'application des réglementations sur le bruit ambiant en milieu urbain, avec des exemples spécifiques à chaque pays.
Plusieurs approches réglementaires différentes ont été mises en œuvre pour gérer les niveaux sonores et minimiser le risque de dommages auditifs pour les personnes fréquentant les salles de concert. Un rapport publié en 2020 a identifié 18 réglementations concernant les niveaux sonores dans les lieux de divertissement - 12 en Europe et le reste dans des villes ou des États d' Amérique du Nord et du Sud. Les approches législatives comprennent: les limitations du niveau sonore, la surveillance de l'exposition sonore en temps réel, la fourniture obligatoire de dispositifs de protection auditive, les exigences en matière de signalisation et d'avertissement, les restrictions de l'emplacement des haut-parleurs et la garantie que les clients peuvent accéder aux zones calmes ou aux aires de repos. L'efficacité de ces mesures pour réduire le risque de surdité n'a pas été évaluée, mais l'adaptation des approches décrites ci-dessus est cohérente avec la hiérarchie des contrôles utilisés pour gérer l'exposition au bruit sur le lieu de travail,.
Les clients des salles de concert ont indiqué leur préférence pour des niveaux sonores plus faibles,, et peuvent être réceptifs lorsque des bouchons d'oreille sont fournis ou rendus accessibles,,. Cette constatation peut être spécifique à une région ou à un pays. En 2018, les Centers for Disease Control and Prevention des États-Unis ont publié les résultats d'une enquête menée auprès d'adultes américains sur l'utilisation d'un appareil de protection auditive lors d'une exposition à des sons forts dans le cadre d'événements récréatifs. Dans l'ensemble, plus de quatre sur cinq ont déclaré ne jamais ou rarement porter de protection auditive lorsqu'ils assistaient à un événement sportif ou de divertissement bruyant. Les adultes âgés de 35 ans et plus étaient significativement plus susceptibles de ne pas porter de protection auditive que les jeunes adultes âgés de 18 à 24 ans. Parmi les adultes assistant souvent à des événements sportifs, les femmes étaient deux fois plus susceptibles que les hommes de ne pas porter ou très rarement de protection auditive. Les adultes plus susceptibles de porter une protection avaient au moins complété des études collégiales ou disposaient d'un revenu familial plus élevé. Les adultes souffrant d'une déficience auditive ou dont un membre du foyer est sourd ou malentendant étaient nettement plus susceptibles de porter leurs dispositifs de protection.
Les défis liés à la mise en œuvre de mesures visant à réduire les risques d'audition dans un large éventail de lieux de divertissement - que ce soit par le biais de lignes directrices obligatoires ou volontaires, avec ou sans application - sont importants. Cela nécessite l'implication de nombreux groupes professionnels différents et l'adhésion à la fois des gestionnaires de sites et des utilisateurs,.

## Interventions personnelles
Bien que la mise en place d'interventions efficaces en matière de santé publique et communautaire, la promulgation de législation et de règlements appropriés ainsi que le développement de normes pertinentes pour les systèmes d'écoute et audio sont tout aussi importants pour établir une infrastructure sociale pour une écoute sans risque. Les individus peuvent prendre des mesures pour s'assurer que leurs propres habitudes d'écoute personnelle minimisent leur risque de problèmes auditifs. Les stratégies d'écoute personnelle sans risque comprennent :
- L'Écoute via des SEP à des niveaux sûrs, tels que 60% de la plage de volume. Les casques à réduction de bruit et les écouteurs à isolation sonore peuvent permettre d'éviter d'augmenter le volume pour éliminer le bruit de fond.
- Les applications de mesure du son peuvent aider à déterminer l'intensité des niveaux sonores. Si aucune application de mesure n'est utilisée, une  règle de base consiste à savoir que les sons sont potentiellement dangereux s'il est nécessaire de parler à voix haute pour être entendu par une personne à un bras de distance. S'éloigner du son ou utiliser une protection auditive correspondent à des approches de réduction des niveaux d'exposition.
- La surveillance du temps consacré à des activités bruyantes permet de gérer le risque. Dans la mesure du possible, il convient de faire une pause entre les expositions pour que les oreilles puissent se reposer et récupérer.
- Surveiller les signes avant-coureurs d'une perte auditive. Les acouphènes, la difficulté à entendre les sons aigus (tels que le chant des oiseaux ou les notifications du téléphone portable ) et la difficulté à comprendre dans un environnement bruyant peuvent être des indicateurs de perte auditive.
- Évaluer son audition régulièrement. L'American Speech Language Hearing Association recommande que les enfants d'âge scolaire fassent l'objet d'un dépistage annuel de la perte auditive de la maternelle à la troisième année, puis de nouveau en 7e et 11e année. Les adultes devraient se faire tester tous les dix ans jusqu'à l'âge de 50 ans et tous les trois ans par la suite. L'audition doit être évaluée plus tôt si des signes avant-coureurs se manifestent[65],[66].

Sensibiliser les enfants et les jeunes adultes aux risques de surexposition à des sons forts et la manière d'adopter des habitudes d'écoute sans risque pourraient aider à protéger leur audition. De bons modèles de comportement pourraient également les inciter à adopter de saines habitudes d'écoute. Les professionnels de la santé ont l'occasion d'éduquer les patients sur les risques auditifs pertinents et de promouvoir des habitudes d'écoute sans risque. Dans le cadre de leurs activités de promotion de la santé, les audioprothésistes peuvent recommander une protection auditive appropriée si nécessaire et fournir des informations, une formation et des tests d'ajustement pour s'assurer que les personnes soient protégées de manière adéquate, mais pas excessive.